# Никонов, Анатолий Васильевич
Анато́лий Васи́льевич Ни́конов (14 августа 1923 — 8 сентября 1983) — советский журналист, редактор и общественный деятель.

## Биография
Коренной москвич, из рабочей семьи. Окончив артиллерийскую спецшколу, стал студентом МАИ.
В 1942 году окончил Артиллерийскую краткосрочную школу, служил на фронтовых аэродромах.
После демобилизации окончил окончил истфак МГУ. Работал в секторе печати ЦК ВЛКСМ. С 1954 года — заместитель главного редактора журнала «Вокруг света». Заместитель редактора (1959—1961), редактор журнала «Смена» (1961—1963).
С марта 1963 по декабрь 1970 года редактор журнала «Молодая гвардия». Подвергся резкой критике после публикации статей Чалмаева, Лобанова, Семанова, романа Ефремова «Час Быка» и был уволен. «ЦК комсомола не смог отстоять руководство журнала „Молодая гвардия“. Он вынужден был снять главреда Анатолия Никонова. Правда, совсем пропасть ему не дали. Его потом перевели на равнозначную должность в другой журнал — „Вокруг света“», — отмечал В. В. Огрызко.
С 1971 года и до конца своих дней возглавлял журнал «Вокруг света».
Похоронен в Москве на Кунцевском кладбище.

## Награды и звания
- Заслуженный работник культуры РСФСР[1]
- орден Дружбы народов[1]
- орден «Знак Почёта»[1]
- несколько медалей[1]

- медаль "За боевые заслуги"